# Podemos (Guatemala)
Pour les articles homonymes, voir Mouvement réformateur et Podemos.

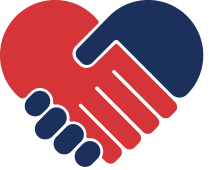
Logo du parti politique Podemos

Podemos, anciennement le Mouvement réformateur (en espagnol : Movimiento Reformador) est un parti politique guatémaltèque, membre observateur de l'Internationale libérale.